# Els morts del llac Constança (sèrie de pel·lícules)
Els morts del llac Constança o Mort al llac (originalment en alemany, Die Toten vom Bodensee) és una sèrie de pel·lícules de ficció criminal germanoaustríaca produïda des del 2014 per Rowboat Film- und Fernsehproduktion i Graf Filmproduktion en cooperació amb la cadena de televisió alemanya ZDF i l'austríaca ORF. La sèrie està gravada i ambientada a les ciutats veïnes de Bregenz (Àustria) i Lindau (Alemanya), totes dues situades a la riba sud-est del llac de Constança. S'han emès disset entregues, de les quals se n'han doblat deu en català central per a TV3 amb el títol d'Els morts del llac de Constança. També se n'han doblat vuit al valencià per a À Punt amb el nom de Mort al llac.

## Premissa
El detectiu d'homicidis alemany Micha Oberländer (Matthias Koeberlin) i la seva homòloga austríaca Hannah Zeiler (Nora Waldstätten) són socis d'una agència de cooperació policial germanoaustríaca situada a la frontera entre les ciutats de Bregenz i Lindau. Es dediquen a resoldre els assassinats que es produeixen amb proves o pistes en ambdós països, i com que els límits internacionals no estan definits al llac, cal un enfocament multinacional. La sèrie contrasta les diferents personalitats dels dos detectius: mentre que en Micha és agradable i de sang calenta, la Hannah no és emocional i té dificultats amb les interaccions socials. Malgrat això, o a causa dels seus diferents temperaments i mètodes, en Micha i la Hannah formen un bon equip. Com més temps treballen junts, més gaudeixen de la companyia dels altres. Potser fins i tot més del que voldrien admetre. També els ajuda el seu company policia Thomas Komlatschek, que és minuciós i laboriós.
Les subtrames recurrents de la sèrie són les dificultats matrimonials d'Oberländer i la recerca de Zeiler del seu pare desaparegut.

## Llista de pel·lícules
| Núm. | Nom en català central                | Nom en valencià              | Direcció          | Guió                                         | Data d'emissió original (ORF) | Data d'emissió a Alemanya (ZDF) |
| ---- | ------------------------------------ | ---------------------------- | ----------------- | -------------------------------------------- | ----------------------------- | ------------------------------- |
| 1    | «Els morts del llac Constança»       | L'enigma de la màscara celta | Andreas Linke     | Thorsten Wettcke                             | 11 d'octubre de 2014          | 3 de novembre de 2014           |
| 2    | «Un secret de família»               | Sense anunciar               | Andreas Linke     | Thorsten Wettcke i Christoph Silber          | 4 de març de 2015             | 16 de març de 2015              |
| 3    | «Aigües tranquil·les»                | Aigües tranquil·les          | Andreas Linke     | Timo Berndt                                  | 2 d'abril de 2016             | 18 d'abril de 2016              |
| 4    | «La núvia»                           | La nóvia                     | Hannu Salonen     | Timo Berndt                                  | 9 de març de 2017             | 1 de maig de 2017               |
| 5    | «Abismal»                            | Indesxifrable                | Hannu Salonen     | Timo Berndt                                  | 15 de març de 2017            | 2 d'octubre de 2017             |
| 6    | «El retorn»                          | La reaparició                | Hannu Salonen     | Timo Berndt                                  | 13 de gener de 2018           | 22 de gener de 2018             |
| 7    | «La quarta dona»                     | La quarta víctima            | Hannu Salonen     | Timo Berndt                                  | 3 de febrer de 2018           | 1 d'octubre de 2018             |
| 8    | «El calvari»                         | La ruta del turment          | Michael Schneider | Timo Berndt                                  | 3 de gener de 2019            | 4 de febrer de 2019             |
| 9    | «La sirena»                          | La sirena                    | Michael Schneider | Timo Berndt                                  | 10 de setembre de 2019        | 21 d'octubre de 2019            |
| 10   | «Maledicció de les profunditats»     | Sense anunciar               | Michael Schneider | Timo Berndt                                  | 2 de gener de 2020            | 10 de febrer de 2020            |
| 11   | «La processó de la sang»             | Sense anunciar               | Michael Schneider | Timo Berndt                                  | 2 de setembre de 2020         | 7 de setembre de 2020           |
| 12   | «El fantasma del camí»               | Sense anunciar               | Michael Schneider | Timo Berndt                                  | 30 de desembre de 2020        | 18 de gener de 2021             |
| 13   | «El cercle de l'ànima»               | Sense anunciar               | Michael Schneider | Timo Berndt                                  | 20 d'octubre de 2021          | 1 de novembre de 2021           |
| 14   | «El segon rostre»                    | Sense anunciar               | Christian Theede  | Jeanet Pfitzer, Frank Koopmann i Roland Heep | 9 de gener de 2022            | 10 de gener de 2022             |
| 15   | «Entre llops»                        | Sense anunciar               | Christian Theede  | Jeanet Pfitzer, Frank Koopmann i Roland Heep | 1 de novembre de 2022         | 7 de novembre de 2022           |
| 16   | «Nemesis (títol original)»           | Sense anunciar               | Michael Schneider | Mathias Schnelting                           | 5 de febrer de 2023           | 6 de febrer de 2023             |
| 17   | «Der Nachtalb (títol original)»      | Sense anunciar               | Michael Schneider | Sense determinar                             | 17 de setembre de 2023        | Sense anunciar                  |
| 18   | «Atemlos (títol original)»           | Sense anunciar               | Michael Schneider | Sense anunciar                               | Sense anunciar                | Sense anunciar                  |
| 19   | «Die Messias (títol original)»       | Sense anunciar               | Michael Schneider | Sense anunciar                               | Sense anunciar                | Sense anunciar                  |
| 20   | «Der Nachtschatten (títol original)» | Sense anunciar               | Michael Schneider | Sense anunciar                               | Sense anunciar                | Sense anunciar                  |